# رزیقات بحری (اقصر)
رزیقات بحری (به عربی: الرزيقات بحري)، روستایی از توابع ارمنت در استان اقصر و کشور مصر است.

## جمعیت
براساس سرشماری سال ۲۰۰۶ مصر، جمعیت آن ۱۴۸۶۰ نفر(۷۵۴۱ مرد و  ۷۳۱۹ زن) بوده‌است.